# The Anthem (bài hát của Pitbull)
"The Anthem" là đĩa đơn thứ hai trong album The Boatlift, album phòng thu thứ ba của nam ca sĩ nhạc rap người Mỹ gốc Cuba Pitbull. Trong ca khúc có sự góp giọng của nam ca sĩ Lil Jon. Đoạn mở đầu của "The Anthem", cũng giống như phần điệp khúc, được lấy từ một ca khúc Latin nổi tiếng những năm 1970 của Sonora Dinamita, "El Africano". Ngoài ra, "The Anthem" cũng có sử dụng một đoạn nhạc mẫu từ ca khúc "Calabria" của nhà sản xuất người Đan Mạch Rune Reilly Kølsch, còn được biết đến với nghệ danh Enur.

## Phối khí - "Defense (The Anthem)"
Bản phối khí chính thức của "The Anthem" có tựa đề là "Defense (The Anthem)" có sự góp giọng của nam ca sĩ nhạc soca người Trinidad Machel Montano. Bản phối khí này có thể tìm thấy trong album phòng thu Flame on của anh. Có một video âm nhạc riêng cho bản phối khí này trên YouTube.

## Video âm nhạc
Video âm nhạc cho "The Anthem" được quay tại Trinidad và Tobago, Miami. và Atlanta và đã đạt được hơn 11 triệu lượt xem trên YouTube.

## Xếp hạng
| Bảng xếp hạng (2007-08)  | Vị trí cao nhất |
| ------------------------ | --------------- |
| Swiss Singles Chart      | 64              |
| US Billboard Hot 100     | 36              |
| US Billboard Rap Songs   | 8               |
| US Billboard Latin Songs | 24              |